# シャーマン ファイアフライ
シャーマン ファイアフライ（Sherman Firefly）は、イギリスが国産の17ポンド（76.2mm）対戦車砲をアメリカ合衆国製のM4シャーマンに搭載した巡航戦車（中戦車）である。ドイツの戦車エースであるミハエル・ヴィットマンのティーガーを撃破した戦車として知られている。

## 背景
第二次世界大戦中、イギリス軍は北アフリカ戦線におけるドイツアフリカ軍団との戦闘で、マチルダII歩兵戦車、バレンタイン歩兵戦車、クルセーダー巡航戦車、チャーチル歩兵戦車などの既存のイギリス製戦車の主砲である2ポンド対戦車砲や6ポンド対戦車砲によるドイツ軍戦車への対抗が困難である事を認識していた。特にチュニジアにおける戦闘で、米英軍の前に姿を現したティーガーI 重戦車は、2ポンド砲や6ポンド砲は勿論、M4シャーマンの75mm砲の接射でも貫通不能な正面装甲と、逆に米英軍戦車を遠距離から撃破可能な8.8cm KwK / L56による攻撃力を兼ね備えていた。イギリス軍はヨーロッパ大陸における反攻作戦には、ティーガーI を撃破可能な火力を有する戦車が必要不可欠であることを痛感していた。
イギリス軍は、新型の装弾筒付徹甲弾(APDS)を使用すればティーガーI の正面装甲を1,500m以上の距離から貫通可能な17ポンド対戦車砲の量産と配備を急いだ。この砲の実戦投入はチュニジア戦からで、後のイタリアにおける戦闘での運用でも砲自体には何の問題も無かった。しかし、当時のイギリス製戦車には自国内の鉄道輸送での車両限界に対応する車幅制限があり、結果砲塔リング直径も制限されたため、当時最新鋭のクロムウェル巡航戦車ですら17ポンド砲を装備不可能だった。イギリス軍需省はクロムウェルを基に、17ポンド砲搭載可能なチャレンジャー巡航戦車の開発を推進したが、不具合が頻発した上に生産も遅延し、1944年のノルマンディー上陸作戦決行に間に合わなくなる恐れが出てきた。
1944年当時のドイツ軍戦車は独ソ戦におけるソ連赤軍戦車との性能競争の結果、装甲防御力、攻撃力ともに西方電撃戦の頃と比較し大幅強化され、主力は長砲身のIV号戦車G/H/J型とパンター中戦車に更新され、少数だがティーガーI / ティーガーII 重戦車も相変わらず脅威であったのに対し、シャーマンの75mm砲は前述のとおり対戦車戦闘能力が不十分で、より対戦車戦闘に適したM1A1 76mm砲でも、ドイツ軍重戦車に正面から対抗できる威力を持たなかったため、北アフリカやイタリアで経験を積んだ英軍は、このままでは戦車部隊にかなりの損害が出ることを予想し危機感を募らせていた。

## 開発
1943年6月、王立砲術学校勤務のウィスリッチ少佐により、シャーマンに17ポンド対戦車砲を搭載する案が提出された。しかしイギリス軍需省はチャレンジャーを推していたこともあり、これを否決してしまった。これにもめげず少佐は王立機甲軍総監にこの案を直訴、シャーマンVにダミー砲身やカウンターウェイトを取り付けての審査が行われ、この案が有効であるとの結果が出た。そして翌年1月6日に最初の試作車が軍に引き渡され、造兵廠に対し2,100輌を改造せよと要求が出された。しかしノルマンディー上陸直前の1944年5月には342輌が完成していたに過ぎず、増産が急がれた。なお、より大型の76mm M1A1砲用のT23砲塔の場合、75mm砲型に比べ砲架と主砲防盾の改修に手間がかかるため用いられなかった。
一方アメリカ軍では、アメリカ陸軍地上軍（AGF）最高司令部の「戦車の主砲はM4の75mm砲や3インチ砲などで十分」「対戦車戦闘は軽快な駆逐戦車の任務」という守旧的な運用思想に基づく強硬な反対により、シャーマンの対戦車戦闘能力強化は遅れていた。17ポンド砲は1944年3月にアメリカで試験を受けており、メーカーも月間200門を供給できると申し出ていたが、砲口火焔の激しさなどが不評な上、大陸反攻作戦の開始までに供給が間に合いそうも無く、また76mm砲で十分と考えられており採用されていなかった。しかしノルマンディーでの戦闘以降、ようやく強力な対戦車能力を持つ戦車が必要と認識され、9月にはイギリス軍が新規改造車輌のうち4割を提供することとなったファイアフライを採用すべく、最終的に2,239輌を発注した。
しかしノルマンディー戦やバルジの戦いなどで発生した大きな損害を急遽埋めるため、75mm砲型から改造するための時間が惜しまれ、なかなか実現しなかった。また現実には17ポンド砲の供給量に余裕が無く、イギリス側も160輌は受注したものの試験用の数輌が届いたのみで終戦、残りはキャンセルされた。ただしイタリア戦線では、イギリス第8軍の予備車輌から12輌のシャーマンICファイアフライがアメリカ軍の第755戦車大隊C中隊に引き渡されているが、実戦参加前に終戦を迎えている。

## 概要

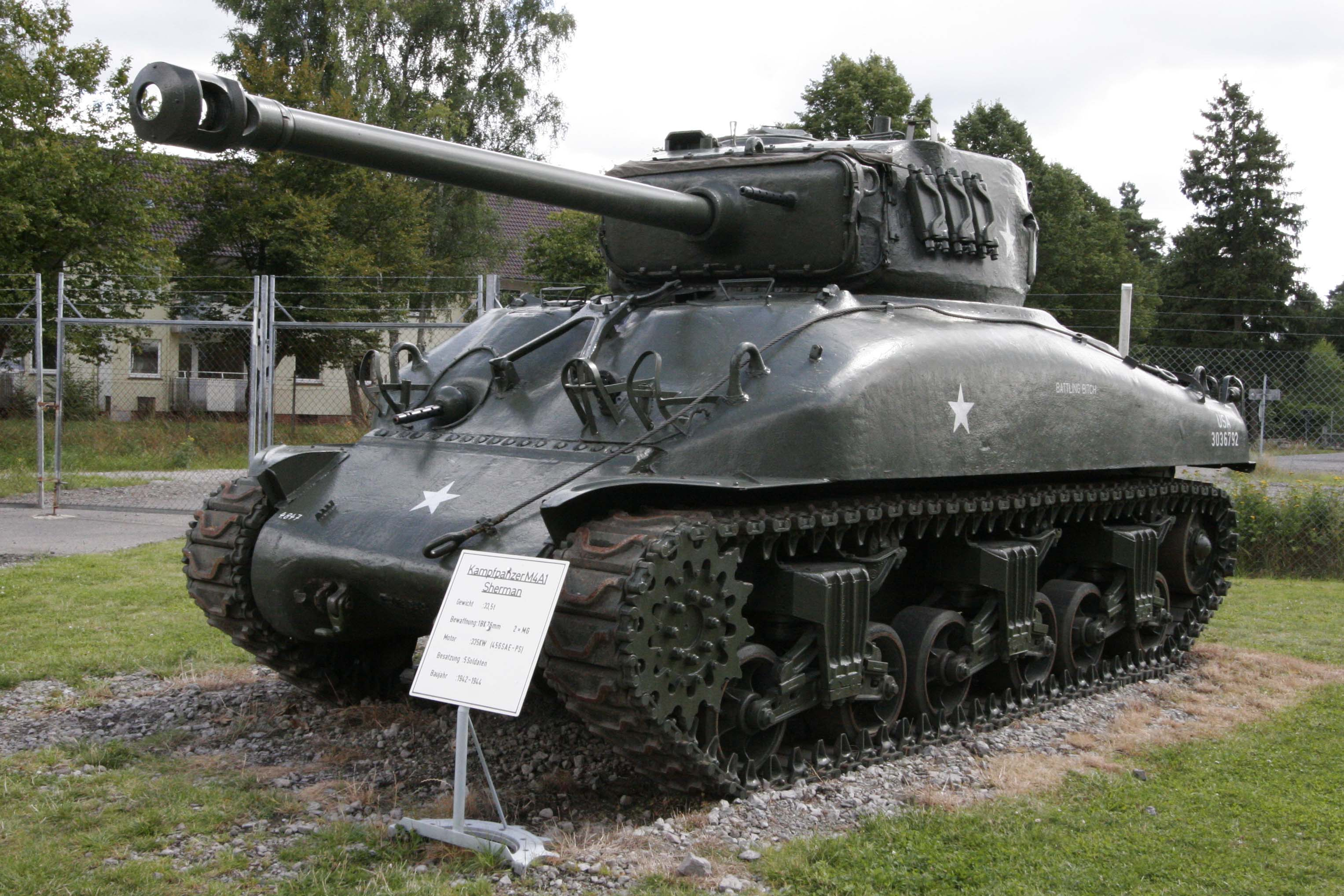
イギリスではシャーマンIIAと呼ばれるM4A1(76)。イギリス軍は76mm M1A1戦車砲を威力不足と考え、ヨーロッパ戦線には17ポンド砲搭載のファイアフライを配備、本車は主にイタリア戦線にまわされた。

ファイアフライは、車体と砲塔自体はM4シャーマンそのものであり、1944年1月の生産開始当初は既存のM4A4（シャーマンV）から改修されたVC型であったが、前年にA4の生産は終了していたため、5月からはM4（シャーマンI）及び車体前面だけ鋳造製となったハイブリッド型がベースのIC型が生産された。このためノルマンディー上陸作戦当時はVC型が主力であったのが、最終的にはIC型がVC型の倍も配備されていた。なお英軍の公式文書でも間違っているものがあるが、量産されたファイアフライはベースとなった車体が十分に供給されていたこの2種のみであった。なお以前はファイアフライに改造されたシャーマンは800輌程度といわれていたが、近年新たな資料が発見され、終戦までに2,139輌は完成していたとのことである。
17ポンド対戦車砲を搭載するため、いくつかの改修が行われている。イギリス軍では無線機を車長が操作することになっており、従来の英軍型シャーマンでも砲塔後部に移動させていたが、長砲身によるスペースの狭隘化とノーズヘビー化を是正するため、砲塔外後部にカウンターウェイト兼用の装甲ボックスを溶接、そこにNo.19型無線機を収納した。17ポンド砲は閉鎖器を90度横倒しにして搭載され、もとの75mm砲に付属していたジャイロスタビライザーは適合しないため撤去された。砲の駐退復座機の後座距離が大きくなり、装填手が砲塔右側のハッチから入って左側に回り込めなくなったため、左側にも専用の四角いハッチが追加された。後にアメリカ軍のM4にも、脱出しやすいように装填手用ハッチが設けられたため、後期に生産されたファイアフライでは楕円形ハッチをもつ物もある。
一方、砲塔左後部のピストルポートは防御力向上のために溶接で塞がれたり、また一部車輌では生産段階で廃止されていたが、戦闘中に邪魔な空薬莢を捨てるのに便利であったため、塞ぐのを止め再び使われるようになった。また英軍はシャーマンが被弾の際炎上しやすい原因を調査、その結果、ドイツ軍の徹甲榴弾の爆発で搭載弾薬の薬莢が破れ誘爆・炎上しやすいことが判明した。そこで車体左右のスポンソン上にあった弾薬庫を撤去、床に装甲で囲まれた弾薬庫を複数設置した。また搭載弾薬数を増すために、車体右側の補助操縦手兼機銃射手の席と車体機銃を撤去し、そこにも装甲化された主砲弾薬庫を置いている。更に機関室リアパネル脇の煙幕発生装置や、真鍮製の英軍型臭化メチル消火器、主砲用トラベルクランプ、長砲身用のクリーニングロッド、履帯ラック、車体後部雑具箱を追加装備している。
同軸機銃はM4で装備された7.62mmブローニングM1919A4が残されている。なおマニュアルのイラストでは戦車長用ハッチにM2 12.7mm重機関銃が装備されているが、実際に配備された車輌には見られず、現地改造でブローニングM1919を搭載したものが見受けられる程度である。

## 運用

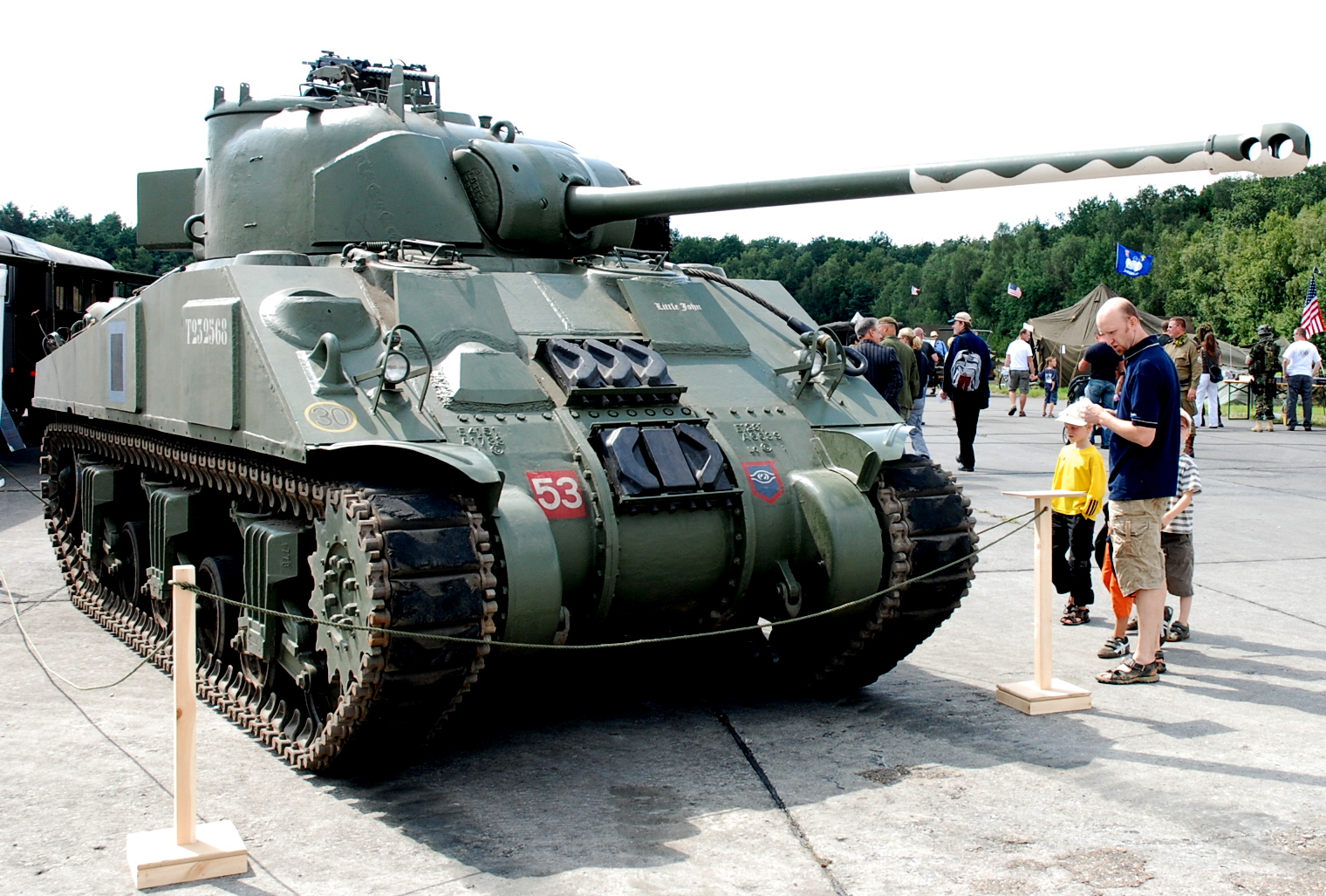
シャーマン ファイアフライはドイツ軍の目の仇にされたため、砲身を短く見せるために写真のような偽装迷彩塗装を施した。

ファイアフライはシャーマンを装備する部隊に1個小隊（シャーマン4輌で編成）か1個中隊に1~2輌の割合で配備され、主にノルマンディー上陸作戦以降の西部戦線に配備されたが、後にはイタリア戦線にも投入された。他のシャーマンに対する配備比率は、生産数の増えた後期にはより高くなっている。17ポンド砲から放たれるAPDS弾の威力は脅威とみなされ、ドイツ軍ではファイアフライを最優先で撃破するように通達が出された。特徴的な長砲身により容易に識別され狙われたにもかかわらず、装甲防御力は従来型のシャーマンと比べて一切強化されておらず、さらに当時のAPDS弾は遠距離での命中精度が極端に悪く、排煙の量が多いので着弾を見ての修正が難しいなど遠距離戦には不向きであり、相手戦車には近距離戦を挑まなければならなかった。このため待ち伏せ攻撃や出会い頭の遭遇戦による損失を防ぐべく、75mm砲搭載型のシャーマンが先行し、重装甲の敵車両を発見ないし遭遇次第、待機していたファイアフライが前に出てこれと交戦する（相手が対戦車砲や歩兵の場合は、従来型シャーマンが榴弾で応戦する）という、駆逐戦車的な運用が行われた。更に砲身を短く見せるため、先端から1.6mまでの部分の下半分を明るく塗装したカウンターシェイド迷彩や、砲身の途中にダミーのマズルブレーキを付けるなどの偽装を行った。また他の戦車同様に、予備履帯を補助装甲として貼り付けることも多かった。
第二次世界大戦終結後、イギリス陸軍は大戦末期に生産が開始されたコメット巡航戦車や量産化が終戦に間に合わなかったセンチュリオンのように大戦における戦訓を取り入れて火力、装甲防御力、機動力のバランスを高い水準で保持するように設計された新型戦車の量産と配備を始めたため、ファイアフライは他の型のシャーマン同様にイギリス軍から退役を始め、ベルギーやオランダ、イタリアなどのヨーロッパ諸国の軍備再建援助のために供与された。

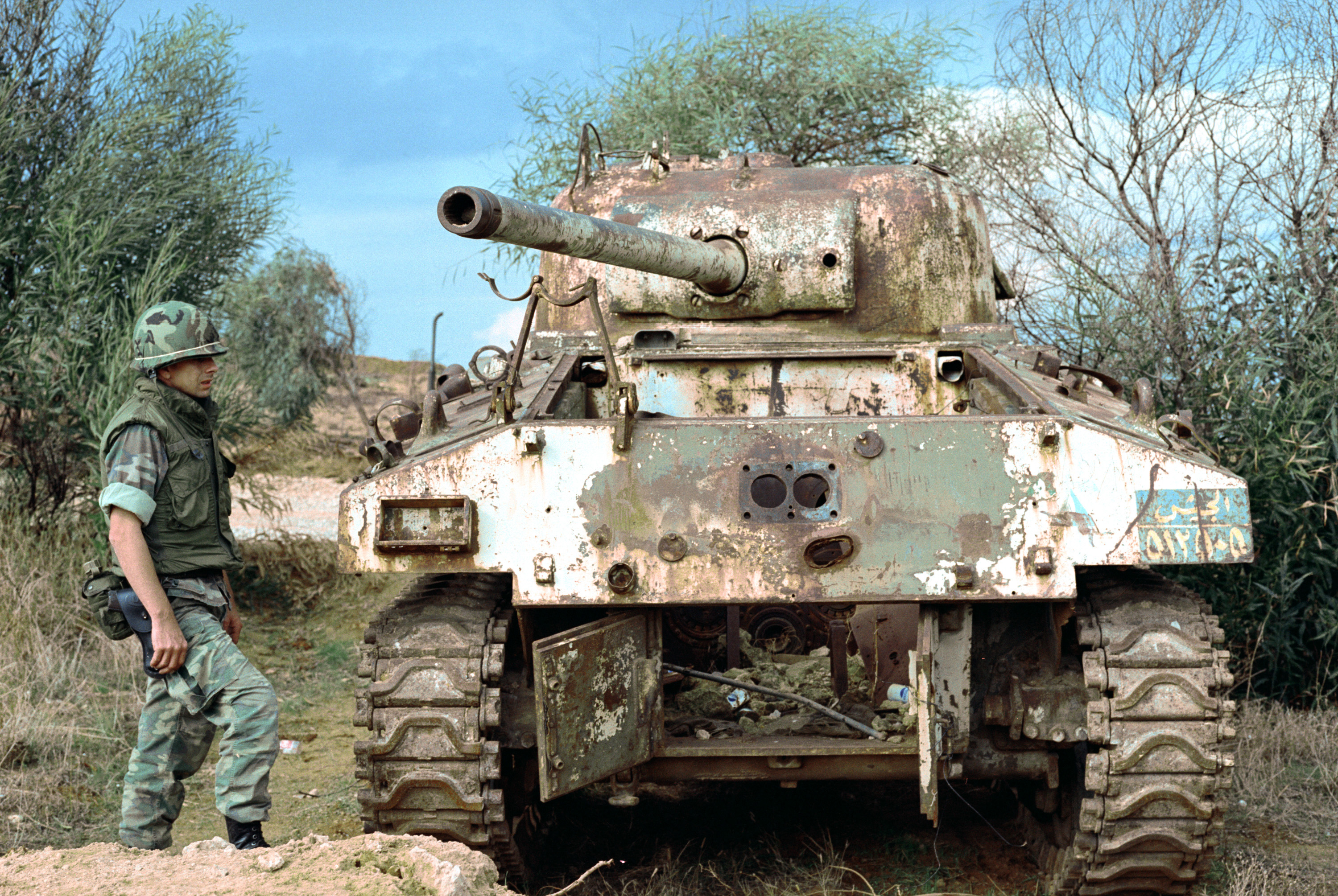
レバノン国内に放置されたディーゼルエンジン換装型ファイアフライVC

その後、1950年代～1970年代頃に、レバノン国内での内戦で、再び実戦で使用された（当時のLIFE誌に写真が掲載されている）。これらはM4A4車体のファイアフライVCであるが、エンジンの整備性が悪かったとみられ、1960年代にはエンジンをM4A2用のディーゼルエンジンに換装し、車体上部のリアパネルに排気管を増設、更にディファレンシャルカバーを鋳造式後期型（シャープノーズ）に換装した状態に改造されている車両も確認されている。これらの車両の一部は1970年代に車体下部リアパネルのアクセスハッチ部分を後方に延長し、M4A2用のディーゼルエンジンからフランス製のPoyaud 520ディーゼルエンジンに換装したものもあった。これらの改造ファイアフライはレバノン国軍だけでなく、ナセル主義を掲げるアラブ系社会主義武装勢力アル・ムラビトゥーンや、キリスト教マロン派のファランジスト民兵の部隊でも使用された。
アルゼンチン軍は1940年代後半に欧米で余剰化したファイアフライVC/ICを購入して自軍に配備していた。これらは1960年代には陳腐化していたが、1970年代初頭にチリとの間で緊張が高まった際、開発中のTAM中戦車の十分な部隊配備が間に合わないと判断したアルゼンチン軍は、保有していた約120両のファイアフライの主砲をフランス製の105mm戦車砲 CN-105-57 のライセンス生産品に換装し、エンジンをフランス製のPoyaud 520ディーゼルエンジンに変更するなどした独自改良型を開発し、「シャーマン・レポテンシアド」(Sherman Repotenciado) の名称で配備・運用した。

## 愛称
イギリス軍での公式名称は、M4を指すシャーマンI、M4コンポジットを指すシャーマンIハイブリッド、M4A4を指すシャーマンVといったベース車両に、それぞれ17ポンド砲の搭載を意味する「C」が付加された「シャーマンIC」「シャーマンICハイブリッド」「シャーマンVC」となる。スティーヴ・ザロガは「Armored Thunderbolt: The U. S. Army Sherman in World War II」においてファイアフライのニックネームは公式なものではなかったと著しているが、その理由は由来にいささか不名誉な部分がある。17ポンド砲がその高性能にもかかわらず強烈なマズルフラッシュや砲煙が用兵者に嫌われたことは開発の項ですでに述べたが、本車のマニュアルには「17ポンド砲の根本的な困難は周囲の観察にある。砲火焔、爆風、埃、粉塵、車体の影響によって、発砲すると観察がほぼ不可能になる」と記されており、発砲の瞬間には乗員、とくに車長と砲手は目を閉じるよう訓練されなければならないとしている。また、発砲後の排莢ではしばしば未燃焼の推進薬がフラッシュバックを起こした。主砲を発砲すると戦車の外でも中でも「やたらと光る」から「ホタル」という、17ポンド砲への揶揄を含んだ由来となっている。本車は1944年1月から生産が始まったが、ハロルド・A・スカーラップの「Ironsides: Canadian Armoured Fighting Vehicle Museums and Monuments」によれば、同年3月の旅団/連隊の戦中日誌にはカゲロウを意味するmayflyとともにファイアフライと記載されていたこと、本車と同じ「よく光る」17ポンド砲を搭載したアキリーズ駆逐戦車もしばしばファイアフライと呼ばれる事があったと記述されている。

## 登場作品

### 漫画・アニメ
『ガールズ&パンツァー』
サンダース大学付属高校の使用戦車として登場。副官のナオミが搭乗し、砲手を務める。
『ガールズ&パンツァー 劇場版』
サンダース大学付属高校の使用戦車として、大学選抜戦に登場。引き続き副官のナオミが砲手を務める。
『ガールズ&パンツァー 最終章』
第3話に登場。引き続きサンダース大学付属高校の使用戦車として、副官のナオミが砲手を務める。

### ゲーム
『R.U.S.E.』
イギリス軍の駆逐戦車として登場。
『War Thunder』
イギリス陸軍の中戦車としてシャーマンVC ファイアフライ・シャーマンIC ファイアフライ（第2ワルシャワ装甲旅団仕様）が登場。
『World of Tanks』
イギリス中戦車Sherman Fireflyとして開発可能。また、ヴィットマン搭乗のTiger Iを撃破したとも言われる、砲手のジョー・イーキンス搭乗車のマーキングを再現したSherman VC Fireflyが限定発売された。
『コール オブ デューティ3』
プレイヤーキャラクターの1人が所属するポーランド軍第1騎甲師団が使用。
『パンツァーフロント』
システムの都合上、APDSの弱点が正しく再現されておらず、非常に強力な戦車になっている。
『虫けら戦車』
車体はM4A3の流用であり、本来廃止された車体機銃が装備されている。